# Metal Militia
Metal Militia er det tiende nummer på Metallicas debutalbum Kill 'Em All fra 1983. Den er skrevet af James Hetfield, Dave Mustaine og Lars Ulrich. Sangen blev jævnligt spillet til Metallicas første koncerter i 1982-1985 men efterhånden stoppede de med at spille den.
Sangen er en af de hurtigste Metallica har lavet og den kører ved omkring 175 BPM
Sangen starter i tonearten E, skifter over til A efter forspillet, hvor den derefter skifter over til H under soloen. Efter soloen kommer der et lille break hvor bassen oktaverer i tonen A alene, og guitaren derefter følger hvor der kommer et lille mellemspil inden resten af sangen forstætter i tonearten A igen. Til sidst synges ordene "Metal Militia" indtil sangen fader ud til lyde af bomber, o. lign.
Metal Militia var oftest Metallica's afslutningsnummer til de tidlige koncerter. Den sidste live-videooptagelse på filmen Cliff 'Em All, spillede Metallica Metal Militia som afslutning på en koncert. Efter mellemspillet i sangen, spillede de en slags præsentationssang der kørte i tonearten A, hvor James Hetfield bad publikum om at råbe "Metal Up Your Ass." Det lille ekstranummer findes også på flere af deres tidlige liveoptagelser fra starten af 80'erne.